# عملية التخطيط لإتخاذ القرار

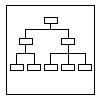
عملية التخطيط لإتخاذ القرار

عملية التخطيط لاتخاذ القرار(PDPC) هي تقنية تهدف إلي المساعدة في إعداد خطط الطوارئ . وتركز على الآثار المترتبة على فشل الخطة الأساسية، ووضع خطة طوارئ مناسبة للحد من المخاطر. وتستطيع هذة المخططات والرسوم البيانية أن تشمل أكثر من مرحلة.

## المنهجية
للوصول إلي الخطة البديلة يجب:
- تحديد الخطأ والمخاطر .
- النتائج المترتبة على هذا الخطأ .
- التدابير المضادة الممكنة . (1)

## تقنيات مشابهة
هناك تقنيات آخري مشابهة لعملية التخطيط (PDPC) مثل عملية تحليل نمط وآثار الإخفاق (FMEA). فكلاهما يعمل على تحديد المخاطر، تحديد النتائج المترتبة على الفشل، تحديد إجراءات الطوارئ. بينما تتميز عملية تحليل نمط وآثار الإخفاق بأنها تعطي الأولوية لتحديد مستوي الخطأ والخطر من خلال تقييم المخاطر عند كل نقطة خطأ محتملة .